# بنكسية منزياسي
بنكسية منزياسي (الاسم العلمي: Banksia menziesii) هي نوع نباتي يتبع جنس البنكسية من فصيلة البروطية.